# Tetraonyx distincticollis
Tetraonyx distincticollis es una especie de coleóptero de la familia Meloidae.

## Distribución geográfica
Habita en Brasil y en Argentina.